# イワリス
イワリス (Sciurotamias davidianus) は、ネズミ目（齧歯目）リス科イワリス属に分類されるリスの一種。
中国東部および中央部の岩場に生息する。

## 分布
中華人民共和国 甘粛省南部、寧夏省、河北省、遼寧省南部、山東省、四川省南西部、貴州省、広西チワン族自治区、湖北省、安徽省（固有種）

## 形態
頭胴長261.8ミリメートル、尾長140.2ミリメートル、体重260グラム。
被毛は、くすんだオリーブ色がかった灰色で、腹部は色が淡い。目の周りに淡色の縁取りがあり、頬には黒っぽい斑点がある。
同属のシロスジイワリスに比べて色合いが淡く、側面の縞がない。

## 生態
岩場に棲息し、地下の空洞に巣を作る。
数種類の種子や木の実を食べ、頬袋で運び、巣穴に貯蔵する。
巣穴に貯蔵するのと同様に、実を土にも埋めるため、その過程で樹木の種子を分散させることになる。
オークの一種 (Quercus liaotungensis) やシナノグルミにとっては重要な分散の仲介者である。
ベルギーに移入された種と考えられていたが、近年の遺伝子解析によって、この移入種はイワリスではなくクリハラリス（タイワンリス）であることが判明した。
寿命は7-10年程度と言われている。飼育個体で約17年生きた例がある。
日本でもわずかにペットとして飼育されているが、ペットショップなどではハイイロリスやユーラシアリス等と間違われて取り扱われている場合が多い。